# Malé Hůrky
Malé Hůrky (polsky Górki Małe, německy Klein Gurek) je vesnice v jižním Polsku ve Slezském vojvodství v okrese Těšín. Leží na území Těšínského Slezska v údolí řeky Brennice mezi okrajovými vrcholy Slezských Beskyd: Zebrzydkou (578 m) a Łazkem (713 m) na východě a Żarem (688 m) na jihozápadě. Spolu s Brennou a Velkými Hůrkami tvoří gminu Brenná. V květnu 2016 zde žilo 819 obyvatel, rozloha obce činí 2,75 km². Část katastru vesnice se nachází v krajinném parku Park Krajobrazowy Beskidu Śląskiego.
První zmínka o sousedních Velkých Hůrkách – Gorki villa vlodari – pochází z listiny vratislavského biskupství vydané mezi lety 1295 až 1305. Malé Hůrky jsou zmiňovány až v roce 1566. Jednalo se o část původně jedné vesnice, která zůstala v majetku těšínských knížat, na rozdíl od rytířských Velkých Hůrek. V roce 1920 byla obec spolu s celým východním Těšínskem rozhudnutím Konference velvyslanců připojena k Polsku.
V současnosti jsou Malé Hůrky, stejně jako ostatní obce v gmině Brenná, populární odpočinkovou lokalitou a východiskem do hor. Největší místní atrakcí je skanzen Chlebowa Chata pořádající ukázky tradičních technik zpracovávání obilí, pečení chleba, výroby másla a sýra, a také získávání medu.